# Península de Nuussuaq
A península de Nuussuaq é uma grande península na costa oeste da Gronelândia frente à Baía de Baffin, na chamada Baía de Disko, partilhada pelos municípios de Uummannaq e Ilulissat.
Nesta península encontra-se localizada a sede municipal de Uummannaq, e 8 km a sul da localidade fica o antigo povoado de Qilakitsoq, onde foram encontradas oito múmias de antigos povoadores Inuit, que provavelmente terão morrido em 1475, e que são exibidas no Museu Nacional de Nuuk. Existe uma outra península com o mesmo nome, onde se situa Nuussuaq, com a qual não deve ser confundida.